# The Pillage
The Pillage – debiutancki album amerykańskiego rapera Cappadonny, wydany 24 marca 1998 roku nakładem Razor Sharp Records. Za warstwę muzyczną na albumie odpowiada RZA, Mathematics, True Master, Goldfingaz oraz 4th Disciple, a gościnnie na płycie pojawili się między innymi członkowie Wu-Tang Clanu — Raekwon, U-God, Method Man i Ghostface Killah.
24 kwietnia 1998 roku płyta uzyskała w Stanach Zjednoczonych status złotej

## Lista utworów
Opracowano na podstawie źródła.
| Nr  | Tytuł utworu                                   | Producent    | Długość |
| --- | ---------------------------------------------- | ------------ | ------- |
| 1.  | „Slang Editorial”                              | True Master  | 4:46    |
| 2.  | „Pillage” (gośc. Killer Bamz)                  | Goldfingaz   | 3:14    |
| 3.  | „Run”                                          | RZA          | 4:00    |
| 4.  | „Blood On Blood War”                           | RZA          | 3:55    |
| 5.  | „Supa Ninjaz” (gośc. U-God i Method Man)       | True Master  | 3:24    |
| 6.  | „MCF”                                          | RZA          | 3:54    |
| 7.  | „Splish Splash”                                | True Master  | 2:02    |
| 8.  | „Oh-Donna” (gośc. Ghostface Killah)            | Mathematics  | 3:50    |
| 9.  | „Milk The Cow” (gośc. Method Man)              | True Master  | 3:45    |
| 10. | „South Of The Border”                          | True Master  | 2:51    |
| 11. | „Check For A Nigga”                            | 4th Disciple | 4:00    |
| 12. | „Dart Throwing” (gośc. Method Man i Raekwon)   | True Master  | 3:09    |
| 13. | „Young Hearts” (gośc. Blue Raspberry)          | RZA          | 3:13    |
| 14. | „Everything Is Everything” (gośc. Rhyme Recca) | Goldfingaz   | 3:49    |
| 15. | „Pump Your Fist” (gośc. Killer Bamz i Tekitha) | RZA          | 3:38    |
| 16. | „Black Boy” (gośc. Tekitha)                    | Goldfingaz   | 4:13    |
| 17. | „'97 Mentality” (gośc. Ghostface Killah)       | RZA          | 4:01    |
|     |                                                |              | 1:01:44 |